# Casque (baseball)
Pour les articles homonymes, voir Casque (homonymie).

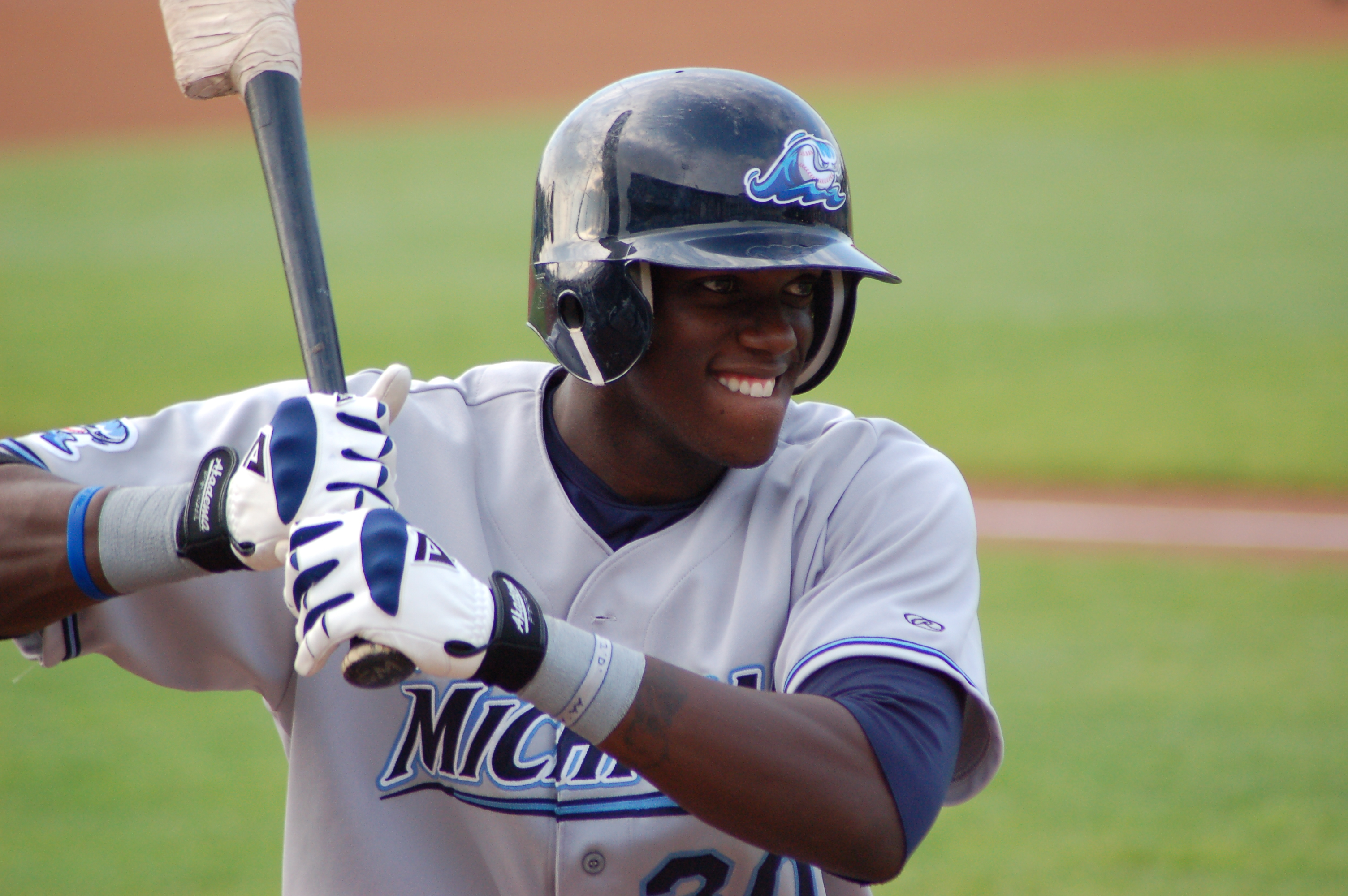
Casque avec des oreillettes des deux côtés, porté par Cameron Maybin en 2006.

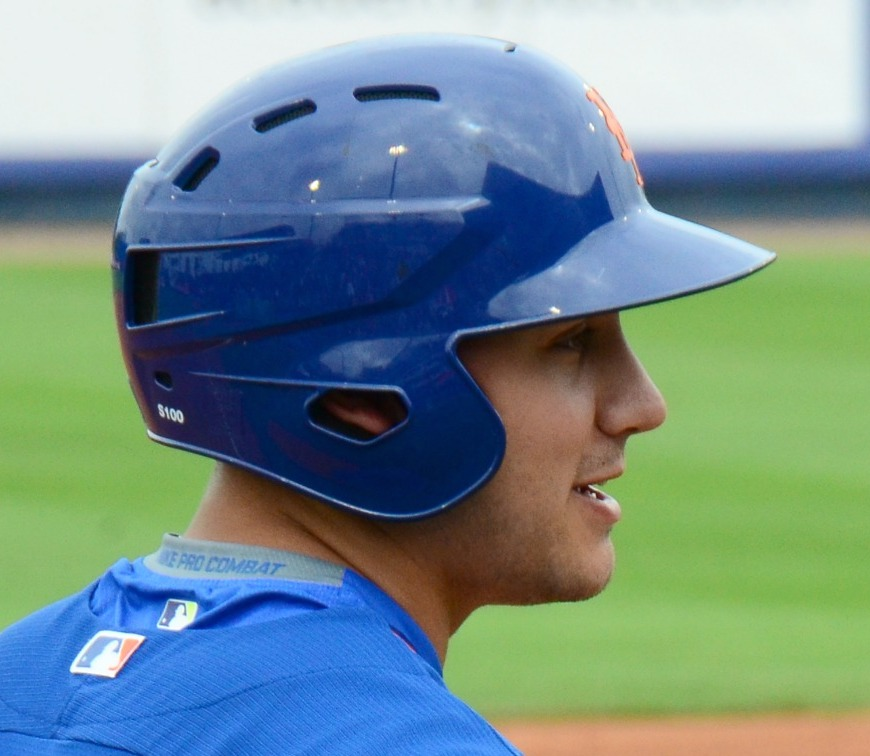
Michael Conforto porte en 2015 un casque avec oreillette du côté droit pour protéger le côté du visage exposé au lanceur par un frappeur gaucher.

Un casque de baseball (en anglais helmet) est un casque porté par le frappeur au baseball. Le casque est alors là pour protéger la tête du frappeur de la balle du lanceur. Un frappeur qui est atteint par une balle peut être sévèrement blessé.

## Histoire
En 1905 après avoir été touché par une balle, le joueur Roger Bresnahan crée le premier casque de baseball même s'il ne sera pas suivi immédiatement par les autres frappeurs
Malgré le décès de Ray Chapman frappé par une balle en août 1920, le port du casque pour les frappeurs n'est pas rendu obligatoire dans la Ligue majeure de baseball avant le début des années 1970. Malgré tout depuis les années 1950, certains frappeurs ont l'habitude de glisser une visière en plastique dans leur casquette pour mieux les protéger. Après 1971, les joueurs déjà en activité ont le choix de porter un casque alors que les nouveaux joueurs ont l'obligation d'en porter un. Bob Montgomery est le dernier frappeur à ne pas porter de casque et il prend sa retraite en 1979.

## Le casque
Un casque de baseball couvre la tête du joueur que ce soit derrière ou sur le dessus et également au moins une oreille du frappeur. Pour un frappeur gaucher, l'oreille droite est tournée face au lanceur et est donc couverte. Certains casques existent avec les deux oreilles couvertes et ils sont souvent portés par les frappeurs ambidextres. Les protections d'oreille n'ont été imposées qu'à partir de 1983.